# Red (Taylor's Version)
Red (Taylor's Version) este al doilea album re-înregistrat al artistei Taylor Swift, lansat pe 12 noiembrie 2021. Este re-înregistrarea celui de-al patrulea său album, Red, lansat în 2012. Swift a început procesul re-înregistrărilor după vânzarea drepturilor înregistrărilor celor prime 6 albume ale sale, cu scopul de a le deține ea însăși.
Lista pieselor conține colaborări cu Phoebe Bridgers, Ed Sheeran și Chris Stapleton, care sunt piese „From the Vault” („Din Seif”), adică piese scrise pentru albumul original, dar care nu au fost puse pe acesta în final. Red (Taylor's Version) are 8 piese de genul (dacă considerăm și piesele „Babe” și „Better Man”, care au fost scrise de Taylor pentru album, dar nu au rămas „în seif” tot acest timp—ci au fost lansate de trupele Sugarland și Little Big Town, respectiv), 20 de piese de pe ediția deluxe a albumului original, single-ul ei în scop caritabil, „Ronan”, și o verisune existinsă a piesei „All Too Well”, de 10 minute. Acestea aduc numărul total de piese la 30. 
Cu acest album, Swift și-a spart propriul record pentru cel mai mare debut pentru un album feminin din istoria Spotify-ului, cu 90.6 milioane de ascultări în prima zi la nivel global. Acest debut o face pe Taylor deținătoarea Topului 2, dar și a 5 din Topul 10 a celor mai mari debuturi feminine din istorie. Și-a spart același record și la nivelul Statelor Unite, unde a ocupat întregul Top 5 al pieselor, dar și 9 poziții în Top 10. Combinând ascultările a celor 2 versiuni ale piesei „All Too Well” (cea normală + cea de 10 minute), piesa a debutat cu peste 11 milioane de ascultări globale, cel mai mare debut al carierei ei. 
Odată cu lansarea, albumul a fost primit cu recenzii fabuloase atât din partea criticilor, cât și din partea publicului. A fost apreciată maturizarea vocii lui Taylor, cât și producția nouă, îmbunătățită. Acesta a fost descris ca un clasic album pop cu influențe rafinate de country. Este cel mai aclamat album al artistei de până acum, cu un scor de 94/100 pe Metacritic.
Inspirat de premisa cântecului „All Too Well”, un scurt-metraj scris și regizat de Taylor, numit „All Too Well: The Short Film”, a fost lansat în aceeași zi cu albumul.
Swift și Christopher Rowe sunt producătorii majorității pieselor de pe Red (Taylor's Version), cu ajutorul lui Aaron Dessner, Jack Antonoff, Paul Mirkovich, Espionage, Tim Blacksmith, Danny D, și Elvira Anderfjärd. Shellback, Jeff Bhasker, and Butch Walker se întorc să producă versiunile re-înregistrate a pieselor la care lucraseră inițial în 2012. Phoebe Bridgers și Chris Stapleton sunt colaboratorii noi, iar cei originali, Gary Lightbody of Snow Patrol și Ed Sheeran, se întorc pentru pieselor lor.

## Conceperea și trecutul albumului
„Din punct de vedere muzical și liric, „Red” simbolizează o persoană cu inima frântă. Era peste tot, un mozaic fracturat de sentimente care într-un fel se potrivesc toate la final. Fericit, liber, confuz, singur, devastat, euforic, sălbatic și torturat de amintirile din trecut. Ca și cum aș fi încercat piese dintr-o viață nouă, am intrat în studio și am experimentat cu diferite sunete și colaboratori. Și nu sunt sigură dacă a fost faptul că mi-am revărsat gândurile în acest album, că am auzit mii de voci care îmi cântau versurile în solidaritate pasională sau dacă a fost pur și simplu timpul, dar ceva s-a vindecat pe parcurs.”—Taylor explicând albumul și introducând re-înregistrarea pe rețelele de socializare.
Al patrulea album de studio al artistei americane Taylor Swift, Red, a fost lansat pe 22 octombrie 2012, prin Big Machine Records. A fost expansiunea ei de la rădăcinile ei country spre pop, incorporând o multitudine de genuri. A fost întâlnit cu recenzii pozitive și succes imens global. A generat prima piesă #1 a lui Taylor pe Topul Hot 100, „We Are Never Ever Getting Back Together”, cât și alte hit-uri în 2012 și 2013: „I Knew You Were Trouble”, „22” și „Everything Has Changed”. Albumul s-a vândut în aprox. 8 milioane de exemplare în SUA, și peste 16 milioane global. Pe parcursul anilor, acesta a devenit din ce în ce mai aclamat, lăudat pentru prezentarea perfectă a artei și versatilității lui Taylor. Este unul dintre cele mai aclamate albume ale deceniului 2010, apărând pe multe liste cea mai bună muzică de final de deceniu. Rolling Stone l-a clasat pe locul #99 pe lista lor a „Cele Mai Bune 500 Albume Din Istorie”.

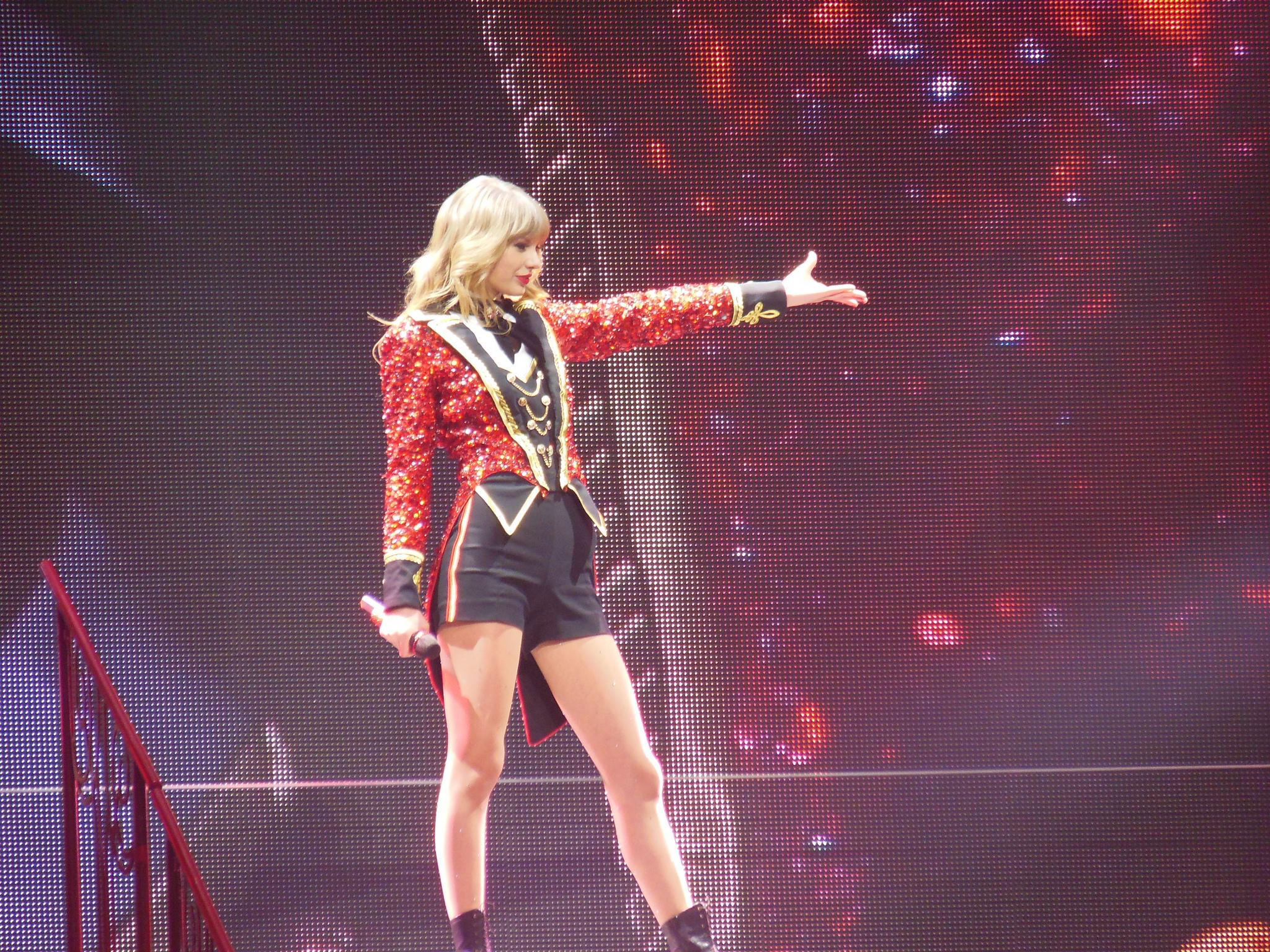
Taylor pe scenă la The Red Tour

Conform contractului ei cu Big Machine, Swift și-a lansat primele șase albume din 2006 până în 2017. La sfârșitul anului 2018, contractul a expirat; prin urmare, ea s-a retras de la Big Machine și a semnat un nou contract de înregistrare cu Republic Records, o divizie a Universal Music Group, care i-a asigurat deținere pe deplin a drepturilor înregistrărilor ai noii muzici pe care o va lansa. În 2019, afaceristul american Scooter Braun și compania sa Ithaca Holdings au achiziționat Big Machine. Ca parte a achiziției erau și drepturile înregistrărilor primelor șase albume de studio ale lui Taylor, inclusiv „Red”. În august 2019, Swift a  anunțat că va înregistra din nou primele șase albume, pentru a deține ea însăși drepturile propriei artei. În noiembrie 2020, Braun a vândut drepturile firmei private Shamrock Holdings, în condițiile în care Braun și Ithaca Holdings vor continua să profite financiar din albume. Firma s-a oferit să colaboreze cu Taylor, dar nu să-i vândă drepturile înapoi. Ca răspuns, Taylor a spus că atâta timp cât Braun încă profită parțial din ele, ea nu vrea să participe la colaborarea de business. Swift a început să-și re-înregistreze albumele în noiembrie 2020.
Primul a fost Fearless (Taylor's Version), lansat pe 9 aprilie 2021. A fost întâmpinat cu succes critic și comercial. A debutat pe poziția #1 pe Topul Billboard 200, spărgând numărate recorduri, printre care că fost primul album re-înregistrat care să ocupe poziția fruntașă. De asemenea, a fost lăudat pentru experiența îmbunătățită de ascultare față de versiunea veche acestuia.

## Lansarea
Pe 18 iunie 2021, Taylor a anunțat că următorul album re-înregistrat va fi oficial „Red”, și că urmează să fie lansat pe 12 noiembrie 2021. A anunțat și că acesta va conține 30 de piese, care trebuiau să formeze albumul vechi. 
Pe 5 august, artista a postat un video criptic care conținea un puzzle cu cuvinte; după ce găseai cuvinte în acesta, trebuia să accesezi un site unde puteai ghici care este lista pieselor „From the Vault” („Din Seif”). Pe 6 august a fost postată lista pieselor oficială. În același timp, CD-urile albumul au început a fi valabile pentru pre-comandă. Au urmat discurile vinyl, puse pe site-ul ei pe 23 august, urmând ca acestea să fie livrate în prima săptămână de lansare a albumului, promițând numere de vânzări destul de mari.

## Lista pieselor
| Lista pieselor de pe Red (Taylor's Version) |                                                     |                                       |         |  |
| Nr.                                         | Titlu                                               | Autor(i)                              | Lungime |  |
| 1.                                          | „State Of Grace”                                    | Taylor Swift                          |         |  |
| 2.                                          | „Red”                                               | Swift                                 |         |  |
| 3.                                          | „Treacherous”                                       | Swift • Dan Wilson                    |         |  |
| 4.                                          | „I Knew You Were Trouble”                           | Swift • Max Martin • Shellback        |         |  |
| 5.                                          | „All Too Well”                                      | Swift • Liz Rose                      |         |  |
| 6.                                          | „22”                                                | Swift • Martin • Shellback            |         |  |
| 7.                                          | „I Almost Do”                                       | Swift                                 |         |  |
| 8.                                          | „We Are Never Ever Getting Back Together”           | Swift • Martin • Shellback            |         |  |
| 9.                                          | „Stay Stay Stay”                                    | Swift                                 |         |  |
| 10.                                         | „The Last Time (ft. Gary Lightbody of Snow Patrol)” | Swift • Gary Lightbody • Jacknife Lee |         |  |
| 11.                                         | „Holy Ground”                                       | Swift                                 |         |  |
| 12.                                         | „Sad Beautiful Tragic”                              | Swift                                 |         |  |
| 13.                                         | „The Lucky One”                                     | Swift                                 |         |  |
| 14.                                         | „Everything Has Changed (ft. Ed Sheeran)”           | Swift • Ed Sheeran                    |         |  |
| 15.                                         | „Starlight”                                         | Swift                                 |         |  |
| 16.                                         | „Begin Again”                                       | Swift                                 |         |  |
| 17.                                         | „The Moment I Knew”                                 | Swift                                 |         |  |
| 18.                                         | „Come Back... Be Here”                              | Swift • Wilson                        |         |  |
| 19.                                         | „Girl At Home”                                      | Swift                                 |         |  |
| 20.                                         | „State Of Grace (Acoustic Version)”                 | Swift                                 |         |  |
| 21.                                         | „Ronan”                                             | Swift • Maya Thompson                 |         |  |
| 22.                                         | „Better Man”                                        | Swift                                 |         |  |
| 23.                                         | „Nothing New (ft. Phoebe Bridgers)”                 | Swift                                 |         |  |
| 24.                                         | „Babe”                                              | Swift • Patrick Monahan               |         |  |
| 25.                                         | „Message In A Bottle”                               |                                       |         |  |
| 26.                                         | „I Bet You Think About Me (ft. Chris Stapleton)”    | Swift • Lori McKenna                  |         |  |
| 27.                                         | „Forever Winter”                                    |                                       |         |  |
| 28.                                         | „Run (ft. Ed Sheeran)”                              | Swift • Sheeran                       |         |  |
| 29.                                         | „The Very First Night”                              |                                       |         |  |
| 30.                                         | „All Too Well (10 Minute Version)”                  | Swift • Rose                          |         |  |

● Toate piesele au în paranteze la finalul titlului „(Taylor's Version)”. Adițional, piesele 22-30 au „(From The Vault)”.